# Pariana
Pariana är ett släkte av gräs. Pariana ingår i familjen gräs.

## Dottertaxa tillPariana, i alfabetisk ordning[1]
- Pariana argentea
- Pariana aurita
- Pariana bicolor
- Pariana campestris
- Pariana carvalhoi
- Pariana concinna
- Pariana distans
- Pariana ecuadorensis
- Pariana gleasonii
- Pariana gracilis
- Pariana intermedia
- Pariana interrupta
- Pariana lanceolata
- Pariana ligulata
- Pariana longiflora
- Pariana lunata
- Pariana maynensis
- Pariana modesta
- Pariana nervata
- Pariana obtusa
- Pariana ovalifolia
- Pariana pallida
- Pariana parvispica
- Pariana radiciflora
- Pariana setosa
- Pariana simulans
- Pariana sociata
- Pariana strigosa
- Pariana swallenii
- Pariana tenuis
- Pariana trichosticha
- Pariana ulei
- Pariana velutina
- Pariana vulgaris